# Collins (Nueva York)
Collins es un pueblo ubicado en el condado de Erie en el estado estadounidense de Nueva York. En el año 2000 tenía una población de 7.092 habitantes y una densidad poblacional de 66,4 personas por km².

## Geografía
Collins se encuentra ubicado en las coordenadas 42°29′47″N 78°55′14″O / 42.49639, -78.92056.

## Demografía
Según la Oficina del Censo en 2000 los ingresos medios por hogar en la localidad eran de $34,444, y los ingresos medios por familia eran $45 647. Los hombres tenían unos ingresos medios de $30 215 frente a los $26 071 para las mujeres. La renta per cápita para la localidad era de $14 082. Alrededor del 8,5% de la población estaban por debajo del umbral de pobreza.